# 大冶专区
大冶专区，中华人民共和国湖北省旧专区名，在今湖北省东部。
1949年置，专员公署驻大冶县（今大冶市）。辖大冶、鄂城、崇阳、通山、通城、咸宁、武昌、阳新8县及石黄特区（原大冶工矿特区）。
1950年，撤销石黄特区，改设黄石市，由省直辖。1951年，原沔阳专区所属嘉鱼、蒲圻2县划入大冶专区。辖10县。
1952年，撤销大冶专区，将阳新、大冶、鄂城3县划归黄冈专区；武昌、咸宁、通山、通城、崇阳、嘉鱼、蒲圻7县划归孝感专区。